# ジンマオタワー
ジンマオタワー（簡体字中国語: 金茂大厦、拼音: Jīnmào Dàshà、英語: Jin Mao Tower）は、中華人民共和国上海市浦東新区に位置する超高層ビル（高さ420.5m、88階）。ビルの最上階は有料の展望台として公開されており、東方明珠電視塔や上海環球金融中心の展望台と並ぶ人気の展望ポイントである。また、53階から87階には、このビルのメインテナントであるホテル「グランド・ハイアット上海（中国語: 上海金茂君悦大酒店）」がある。ホテルより下は、上海ダイヤモンド取引所をはじめとする様々なオフィスが入っている。数々の超高層ビルを手がけてきたシカゴの設計会社スキッドモア・オーウィングズ・アンド・メリル（SOM）が設計を行い、後にドバイのブルジュ・ハリファなどの設計も担当するアメリカ人建築家エイドリアン・スミスの代表作の1つである。

## 構造

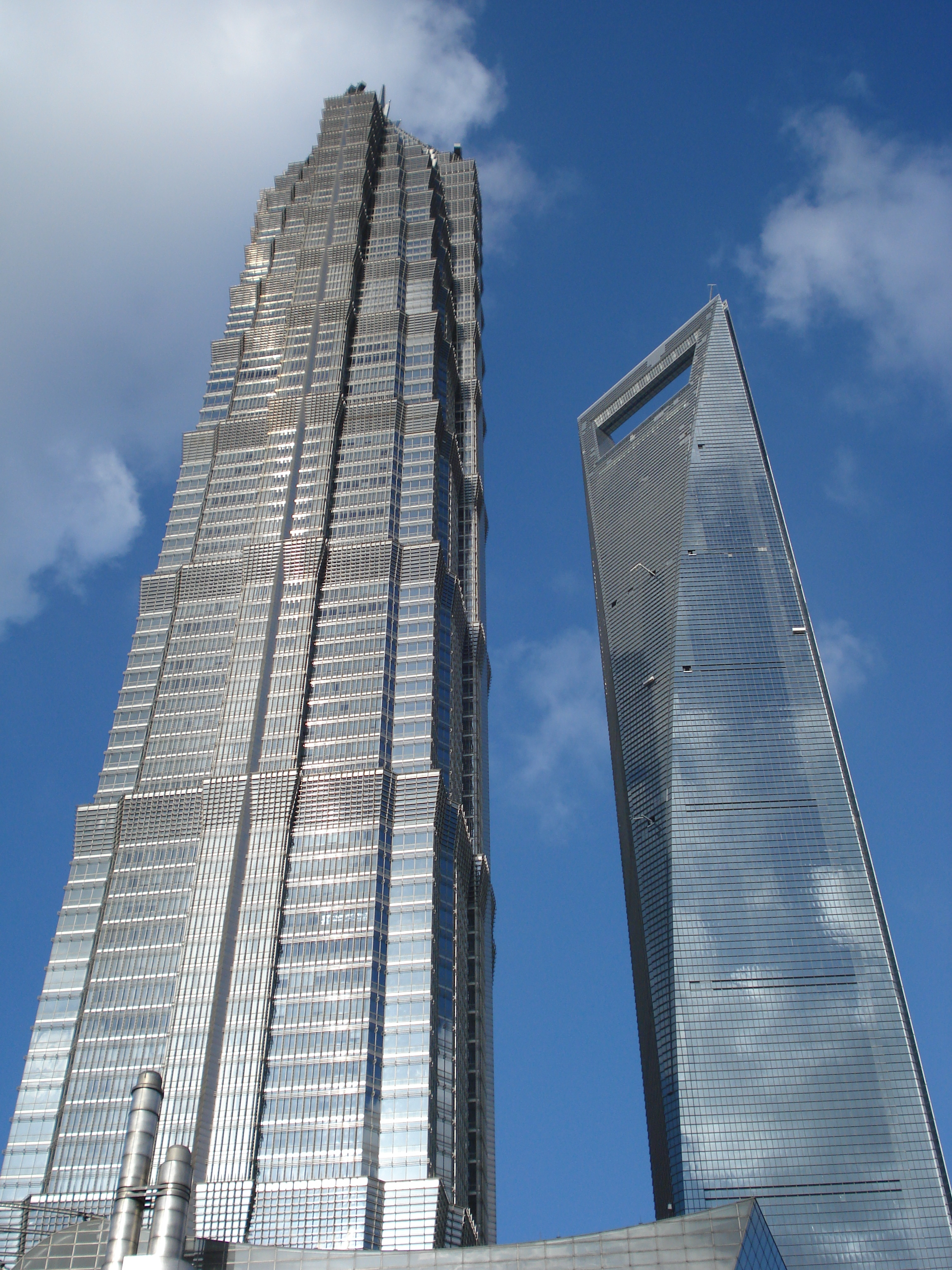
下から見たジンマオタワー（左）と上海環球金融中心（右）

ビルは、上海地下鉄陸家嘴駅からすぐの場所にある2万4000平方mの敷地に建っている。ビルのデザインは、仏塔など中国建築の形態を引用したポストモダン建築風のものであり、ビル全体が仏塔の屋根のようにリズミカルに分節され、階数が上がるごとに徐々に細くなる尖塔状になっている。
中国文化における吉数である「8」がビルのいたるところに使われている。全体の階数は「88」で、頂上から基部までが16段に分節されており、高さ16階の最下層から一段ごとに8分の1ずつ低くなっている。エレベーターや配管などを格納したビル中央部のコアはコンクリート製の立体耐震壁で囲まれているが、コアの断面は八角形になっている。コアを囲むようにオフィス空間が広がり、その外壁に8つの複合材料製スーパーコラムと8つの鉄製支柱が建ちビル全体を支えている。スーパーコラムや支柱とコアとの間は、高さ2階分のトラス構造の梁8つで連結している。
ビルは堆積した土砂からなる軟弱な地盤に建つため、基礎は深さ83.5mに達する鉄製のパイル1062本でできており、各パイルは厚さ4mのコンクリートで覆われている。地下階を囲む鉄筋コンクリート製の土中壁は厚さ1m、高さ36m、周囲568mになる。
台風や地震に備え、秒速55m（時速200km）の風やマグニチュード7の震動に耐えられるよう先進的な構造設計技術が用いられ、鉄柱をつなぐ耐震ジョイントが風や震動の衝撃を吸収するようになっている。また57階の水泳プールも揺れを吸収する役割を果たす。外壁はガラス、ステンレス、アルミ、花崗岩からなるカーテンウォール構造である。

## テナント

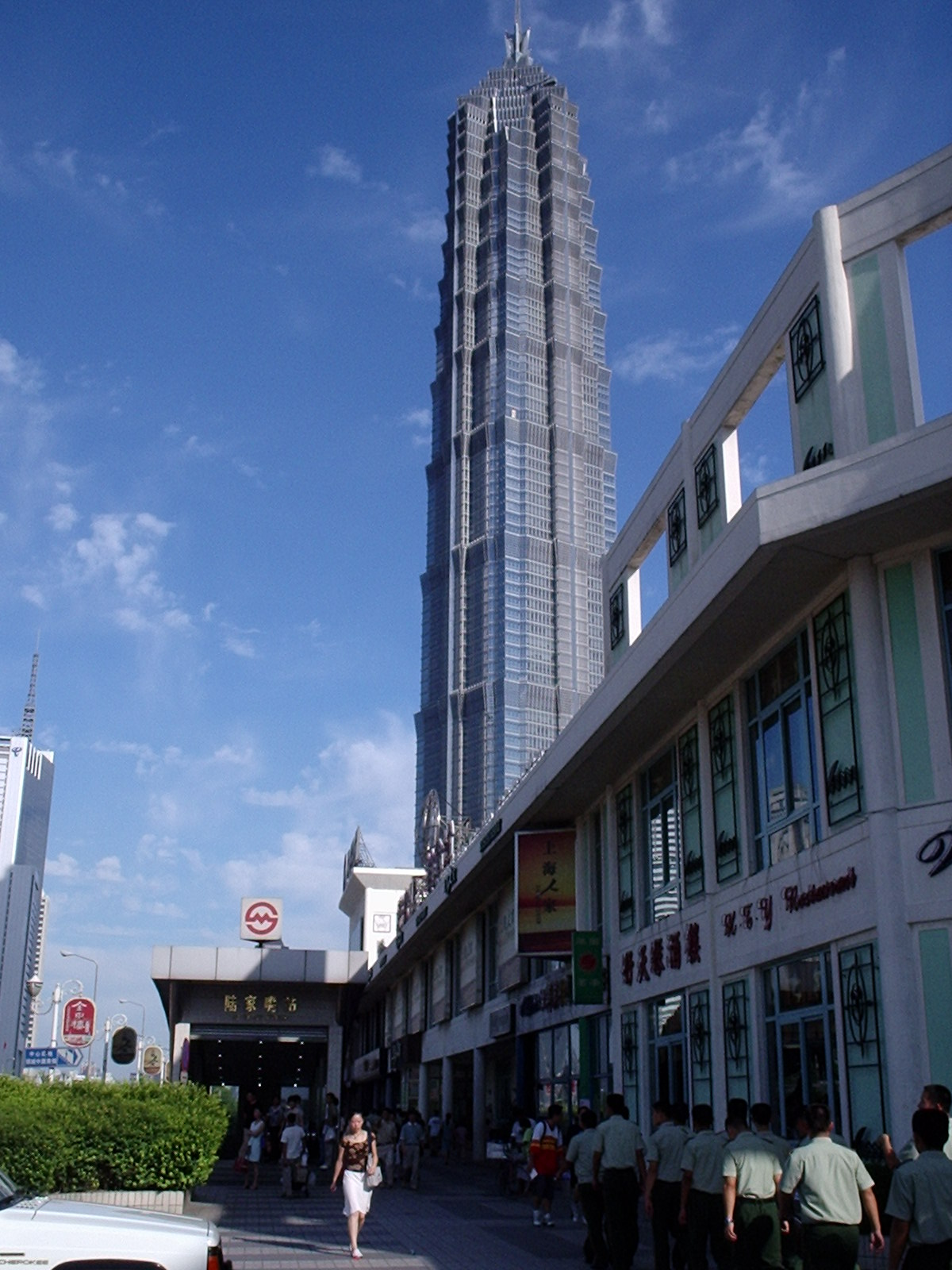
ジンマオタワーと地下鉄駅

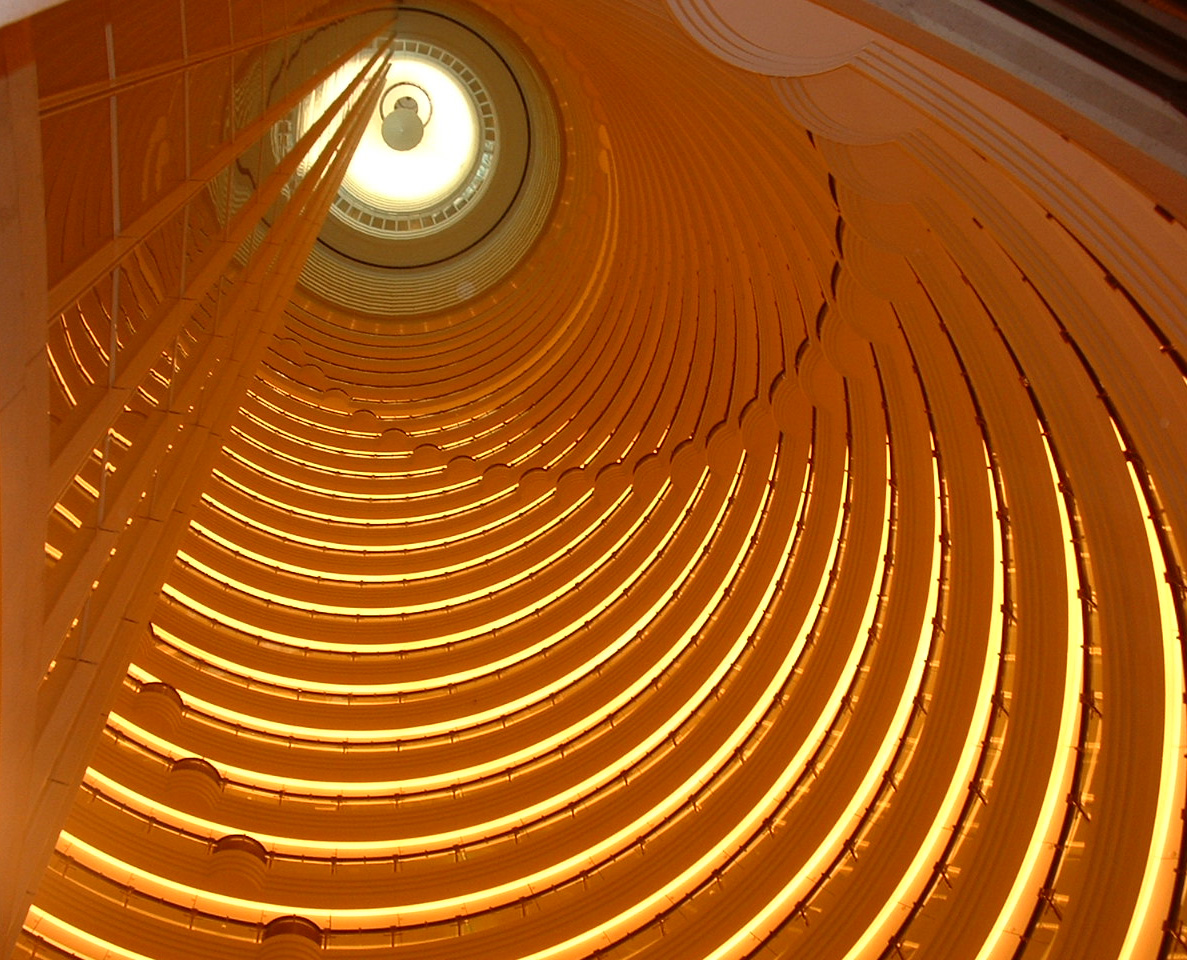
ホテルのアトリウムを下から見上げる

ジンマオタワーはチャイナ・ジンマオグループ（中国金茂集団、旧中国上海海外貿易センター）が営業している。ビルの公式な開業日は「8」の数字が続く1998年8月28日であったが、全てが稼動したのは1999年に入ってからだった。
ビルにはロビーへ続く3つのメインエントランス、オフィス用の2つのエントランス、ホテル専用のエントランス1つがある。タワー下層部の6階分にはグランド・ハイアットの国際会議場・宴会場やショッピングモール、レストラン、ナイトクラブが入居する。
地下1階から地下3階まではフードコート、展望台までの直行エレベーター乗り場、自動車600台と自転車7500台分の駐輪・駐車場がある。ビル内の上下の通行は三菱電機製のエレベーター61台と19台のエスカレーターが担っている。

### オフィス
ビルの下から4段分（50階まで）は12万3000平方mの無柱のオフィス空間からなる。各階の高さは4m、オフィスの天井高は2.7mで、世界的にもグレードの高いオフィス空間である。51階と52階は機械室になっている。

### ホテル
53階から87階は客室555室の五つ星ホテル、グランド・ハイアット上海（上海金茂君悦大酒店）である。このホテルは、世界一地上から高いホテルであった（ホテル単独での最高層のビルは、ドバイのブルジュ・アル・アラブ）が、2008年に隣接する上海環球金融中心ビル内に系列のパークハイアット上海（上海柏悦酒店)）が開業し、世界一地上から高いホテルの座を譲った。また世界一長いランドリー・シュートがホテル最上階から地下の洗濯室まで繋がっており、シュート内を落ちる洗濯物の速度を落とすバッファーがシュート内の各所に設けられている。
このホテルで最も印象的な部分は、56階から87階までに及ぶ目もくらむような世界最大級の円筒形のアトリウムである。客室を結ぶ回廊が下から上まで連なり、各回廊を結ぶ階段が螺旋状に配されており、直径は27m、高さは約115mになる。
ホテルの53階から57階はクラブ、バー、各国料理のレストラン、フィットネスクラブが入居し、85階は宿泊料金最高額のスイートルーム「主席套房」、86階は創作上海料理レストラン「金茂倶楽部」、87階は世界最高層のバー「九重天酒廊（クラウド9）」になっている。

### 展望台
88階は1,000人を収容する1,520平方mの屋内展望台「観光庁」があり、ビル外壁部分を歩ける展望コーナー「スカイウォーク（雲中慢歩）」も設けられている。上海のパノラマのほか、ホテルの巨大なアトリウムを眼下に見下ろせる。地下フロアから展望台までは秒速9.1mの急行エレベーター2基が結び、わずか45秒で到着する。
ビルの頂上にある尖塔部分は89階から93階までの機械室があり、一般人は立入禁止。尖塔部分は夜間にライトアップされる。